# Завод діоксиду титану у Скарліно
Завод діоксиду титану у Скарліно – хімічне підприємство у італійському регіоні Тоскана, за два десятки кілометрів на схід від Пйомбіно.
В першій половині 1960-х італійський хімічний гігант Montecatini (з 1966-го після злиття з Edison став відомим як Montedison) запустив у Скарліно виробничий майданчик, що продукував великі обсяги сульфатної кислоти. Невдовзі з метою досягнення синергії поряд почалось зведення заводу діоксиду титану, технологія якого передбачала використання великих обсягів зазначеної кислоти. Нове виробництво досягнуло будівельної готовності наприкінці 1970 року, проте на заваді його плановому запуску стали протести з природоохоронним підгрунтям. 
Побічним продуктом обробки титанового концентрату сульфатною кислотою є поява великих обсягів «червоного гіпсу» – гіпсу, збагаченого оксидом заліза. «Червоний гіпс» зазвичай нешкідливий для людини, може використовуватись у будівництві та коригуванні властивостей ґрунтів, а тому на момент спорудження заводу у Скарліно прийнятним шляхом утилізації цього матеріалу вважалось скидання у морську акваторію. Втім, саме у випадку зі Скарліно почались протести проти такого методу, тому власник передусім відмовився від використання прибережної акваторії. З 1972 по 1974 рік завод працював завдяки отриманому від адміністрації порту Ліворно дозволу на скид субпродукту у глибоководну акваторію, проте це супроводжувалось судовими переслідуваннями та арештами суден. У підсумку ситуацію врегулювали шляхом внесення змін до проекту, який тепер передбачав складування «червоного гіпсу» на спеціальних майданчиках, і в 1984-му завод розпочав повноцінну роботу.
Головною сировиною виступає титановий шлак – продукт термічної обробки титановмісної сировини, яка підвищує вміст діоксиду титану. Щонайменше станом на другу половину 1980-х весь титановий шлак надходив до Скарліно з Канади та відносився до типу Sorelslag (продукт процесу Сорел, який передбачав плавку в присутності антрацитового вугілля з отриманням як титанового шлаку, так і чавуну), тоді як сульфатну кислоту постачала компанія Solmina (з 1987-го Nuovo Solmina), що отримала контроль над комплексом з переробки піритів у Скарліно після складного процесу відокремлення від Montedison гірничодобувних активів. Місцева гірнича промисловість також постачала вапняк, необхідний для процесу нейтралізації, підсумком якого і є поява «червоного гіпсу». 
Відомо, що в 1987 – 1991 роках майданчик споживав 92 до 109 тисяч тонн титанового шлаку на рік, при цьому в 1991-му він використав 100 тисяч тонн шлаку та випустив 75 тисяч тон пігменту (діоксиду титану). Станом на початок 2020-х номінальна виробнича потужність заводу становила 80 тисяч тонн діоксиду титану на рік.
Варто відзначити, що вже станом на середину 1980-х власником заводу діоксиду титану була британська корпорація Imperial Chemical Industries (ICI), яку в 1999-му поглинула американська Huntsman Corporation. З 2017-го дивізіон пігментів Huntsman виокремили у компанію Venator.
Складування «червоного гіпсу» протягом десятиліть тримає завод у Скарліно під загрозою зупинки, оскільки дозволи на роботу обмежують ємності відповідних полігонів. Одним з напрямків їх утилізації є засипка відпрацьованих кар’єрів, проте і у цьому випадку далеко не завжди вдається пройти суспільні слухання. В 2014-му Huntsman оголосила про завершення інвестиційного проекту з організації випуску сульфату заліза, що мало зменшити обсяги продукування «червоного гіпсу». Втім, станом на другу половину 2010-х завод у Скарліно в нормальному режимі все ще продукував понад 400 тисяч тонн «червоного гіпсу» на рік, а в березні 2023-го власник підприємства оголосив про його зупинку через переповнення полігону зберігання  «червоного гіпсу». Станом на лютий 2024-го підприємство продовжувало знаходитись у простої.